# Spermacoce pusilla
Spermacoce pusilla är en måreväxtart som beskrevs av Nathaniel Wallich. Spermacoce pusilla ingår i släktet Spermacoce och familjen måreväxter. Inga underarter finns listade i Catalogue of Life.